# Mirotvorstvo
Mirotvorstvo ili pacifizam je uvjerenje koje se protivi ratu, ili bilo kakvom nasilju.
Ideološki, pacifizam je i politički pokret, koji etički polazi od osude svake sile i nasilja, zahtijeva bezuvjetnu spremnost očuvanja mira čak i uz vlastitu žrtvu, često i do smrti. Osuđuje rat glede njegovih ciljeva, svrhe i interesa.
Povezano je s nenasiljem kao oblikom političkog i društvenog djelovanja. 